# 克氏真巨口魚
克氏真巨口魚（学名：Eustomias kreffti）为輻鰭魚綱巨口鱼目巨口鱼科的其中一種。分布於大西洋熱帶及亞熱帶海域，為深海魚類，棲息深度可達550公尺，體長可達12公分。

## 扩展阅读
維基物種上的相關：克氏真巨口魚